# Celso Antônio Bandeira de Mello
Celso Antônio Bandeira de Mello (São Paulo, 25 de novembro de 1936) é um jurista, advogado e professor universitário brasileiro, professor emérito de direito administrativo da Pontifícia Universidade Católica de São Paulo (PUC-SP).
Possui inúmeras condecorações nacionais e internacionais, sendo considerado um dos maiores administrativistas do Brasil.

## Biografia

### Carreira
Bandeira de Mello estudou no curso ginasial e colegial do Colégio São Luís e formou-se bacharel em direito, em 1959, na Faculdade Paulista de Direito (PUC-SP), onde seu pai, Osvaldo Aranha Bandeira de Melo, era reitor.
Em 1960, iniciou sua vida profissional como advogado, e naquele ano também atuou no funcionalismo público estadual como chefe do Serviço de Documentação do Instituto de Administração da Faculdade de Economia e Administração da Universidade de São Paulo. De 1962 a 1968, foi diretor administrativo da Fundação de Amparo à Pesquisa do Estado de São Paulo (FAPESP). Foi também assessor na Assembleia Legislativa de São Paulo.
Tornou-se professor da Faculdade Paulista de Direito da Pontifícia Universidade Católica de São Paulo (PUC-SP) em 1963, e ali adquiriu o título de livre docente em 1968. É titular de Direito Administrativo desde 1974, onde foi também vice-reitor para assuntos acadêmicos (1973-1976), lecionando cursos de graduação e pós-graduação. Dr. Celso Antônio "sem favor algum, é reconhecido no mundo jurídico como o mais destacado expoente do Direito Administrativo no Brasil."
Em 1974, na PUC-SP, foi orientador de Michel Temer, em tese de doutorado intitulada "Território Federal nas Constituições Brasileiras".
Professor honorário da Faculdade de Direito da Universidade de Mendoza, na Argentina; da Faculdade de Direito do Colégio Mayor de Rosário, em Bogotá (Colômbia), membro correspondente da Associação Argentina de Direito Administrativo, membro honorário do Instituto de Derecho Administrativo da Faculdade de Direito da Universidade do Uruguai, professor extraordinário da Universidade Notarial Argentina e membro titular de seu Instituto de Derecho Administrativo e professor titular visitante da Universidade de Belgrano - Faculdade de Direito e Ciências Sociais (Argentina).
Em 2018, ele recebeu a condecoração Ordem do Mérito do Ministério da Justiça, na categoria Grande Oficial.
É um dos fundadores do Instituto Brasileiro de Direito Administrativo, da Associação de Direito Público do Mercosul,  Foro Iberoamericano de Derecho Administrativo e do Instituto de Direito Administrativo Paulista - IDAP, membro do Instituto Internacional de Derecho Administrativo Latinoamericano, ex-conselheiro do Instituto dos Advogados de São Paulo e membro remido da Associação dos Advogados de São Paulo. Também é membro de corpo editorial da Revista Trimestral de Direito Público, membro de corpo editorial do Anuario Iberoamericano de Justicia Constitucional e membro de corpo editorial da Revista Iberoamericana de Administración Pública. Tem mais de 530 artigos publicados em revistas especializadas de Direito.
Integra o conselho editorial do Brasil 247.

### Familiares
Celso Antônio Bandeira de Mello integra a quinta geração de uma família de juristas. Seu pai, Osvaldo Aranha Bandeira de Melo, foi desembargador, reitor da Pontifícia Universidade Católica de São Paulo - PUC-SP, e diretor do departamento jurídico da Prefeitura de São Paulo, homenageado com o Edifício Reitor Bandeira de Mello, onde funcionam a Faculdade Paulista de Direito e a Faculdade de Economia, Administração, Contabilidade e Atuária - FEA, da PUC-SP. O avô, promotor de justiça, também exerceu o cargo de delegado de polícia. O bisavô foi desembargador em São Paulo e o trisavô foi lente na Faculdade de Direito de Olinda. Para completar, seus dois irmãos também seguiram a mesma carreira. "Meu pai não nos incentivava, mas, às vezes, mais vale o exemplo do que as palavras."

### Influência
Bandeira de Mello influenciou fortemente o direito público brasileiro após a redemocratização. É o administrativista mais citado pelo STF e com o maior reconhecimento em nível nacional. Na PUC-SP formou a nova geração de administrativistas tais como: Carolina Zancaner Zockun, Maurício Zockun, Rafael Valim, Ricardo Marcondes Martins e Silvio Luís Ferreira da Rocha. Sua influência é notada não só em São Paulo mas também em outros estados.  
No Paraná, o professor Bandeira de Mello inspirou Romeu Felipe Bacellar Filho a criar a chamada Escola Paranaense de Direito Administrativo, considerada uma das mais atuantes no campo acadêmico. É composta por juristas críticos como Daniel Wunder Hachem, Emerson Gabardo, Eneida Desiree Salgado e Vivian Cristina Lima López Valle, professores na UFPR e PUCPR.  
Em outros estados destacam-se ainda discípulos como Ligia Maria Melo de Casimiro (UFC - Ceará), Caroline Müller Bitencourt e Janriê Rodrigues Reck no (UNISC - Rio Grande do Sul). 
É reconhecido como a principal referência do Direito Administrativo no Brasil. Fortemente influenciado por Hans Kelsen, Bandeira de Mello se considera um positivista.
Em 2003, Bandeira de Mello e Fábio Konder Comparato recomendaram o nome de Carlos Ayres Britto para integrar o Supremo Tribunal Federal, sugestão que foi aceita pelo presidente Luiz Inácio Lula da Silva em uma de suas primeiras nomeações para o tribunal.

## Bibliografia

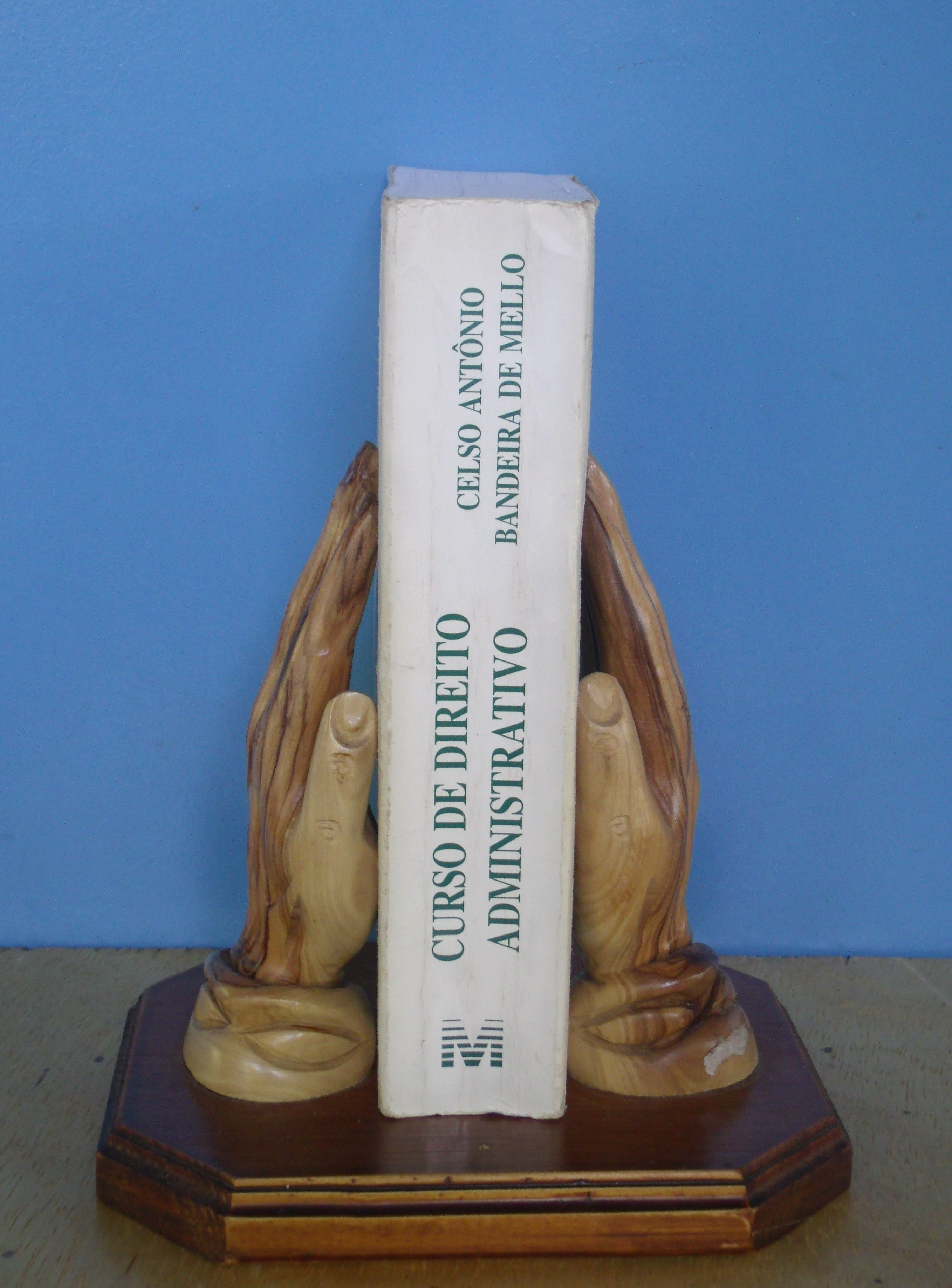
A obra mais conhecida de Celso Antônio Bandeira de Mello, Curso de Direito Administrativo.